# The Last Supper
The Last Supper, van Stacy Title uit 1995, is een populaire cultfilm, met onder meer Cameron Diaz in de hoofdrol. De film is tamelijk uniek vanwege de inktzwarte humor.

## Verhaal
Het verhaal gaat over 5 studenten, die in de masterfase van hun studie zitten. Ze nodigen iedere week een gast uit die een bijzonder kritische visie op het leven heeft. Wanneer het de 5 studenten niet bevalt, vermoorden ze de gast met een glas gif.

## Rolverdeling
| Acteur            | Personage                   |
| ----------------- | --------------------------- |
| Cameron Diaz      | Jude                        |
| Ron Eldard        | Pete                        |
| Annabeth Gish     | Paulie                      |
| Jonathan Penner   | Marc                        |
| Courtney B. Vance | Luke                        |
| Elisabeth Moss    | Jenny Tyler                 |
| Jason Alexander   | Anti-milieubeschermer       |
| Amy Hill          | Ruimtewezenhaatster         |
| Charles Durning   | Geestelijke Gerald Hutchens |